# خارپشت دائوری
خارپشت دائوری (نام علمی: Mesechinus dauuricus) نام یک گونه از سرده جوجه‌تیغی‌های دشتی است.